# 萨达尔吉
萨达尔吉（Sadalgi），是印度卡纳塔克邦Belgaum县的一个城镇。总人口20207（2001年）。

## 人口
该地2001年总人口20207人，其中男性10310人，女性9897人；0—6岁人口2643人，其中男1401人，女1242人；识字率59.76%，其中男性为70.14%，女性为48.95%。